# Vajdasági ruszin nyelv
A vajdasági ruszin nyelv, vagy pannon-ruszin nyelv, bácskai ruszin nyelv, szerémségi ruszin nyelv (saját nevén бачваньски руски язик, szerbül Западнорусински језик, horvátul Zapadnorusinski jezik) a Kárpátalján beszélt ruszin nyelvből kiszakadt, lényegében önálló nyelvi normává vált keleti szláv nyelv, amely ezen nyelvcsaládnak a legtávolabbi tagja, a vajdasági ruszinok (Szerémségben és Bácskában) nyelve. Ez az egyetlen olyan ruszin nyelvváltozat, amely hivatalos is. A Vajdaság Autonóm Tartományban hivatalos, ott oktatják is az iskolában. Ahogy a kárpátaljait, úgy a vajdaságit is az ukrán nyelvészek, politikusok és nacionalisták csak egy nyelvjárásnak tartják.

## Eredete
A török háborúk után az egykori Délvidék csaknem teljesen elnéptelenedett, ezért a 18. század részben önkéntes, részben tudatos telepítéssel megannyi különböző nemzetiség érkezett a vidékre. A mostaha adottságú hegyvidékies Felvidékről a szlovákokkal közösen ruszinok is érkeztek erre a vidékre, ahol jó minőségű alföldi termőföld volt. A ruszinok  a Bácskában, mások a Szerémségben telepedtek meg, ezért is nevezik a nyelvüket bácskai ruszinnak.

## A nyelv jellemzői
A vajdasági ruszinnak kölcsönösen érthető a kárpátaljai ruszinnal. A külső nyelvek nagy hatással voltak rá. Így például elemeket vett át a horvát, a szlovák, a német, a szerb és a magyar nyelvekből.
A vajdasági ruszinok főként a dolisnyánok közül érkeztek a mai Ukrajna és Kelet-Szlovákia területéről, ezért a nyelvük is a dolisnyán dialektusból való. Két nagyobb nyelvjárást lehet megkülönböztetni: a szerémségi ruszint és a bácskai ruszint, mindkettőben egyformán nagy a szerb és horvát hatás.

## A sztenderd nyelv
A nemzetiségi nyelv oktatásának elterjedésével a ruszinok is elkezdték a maguk bácskai variánsát tanítani, ezért a vajdasági ruszin irodalmi nyelv jobbára a bácskai nyelvjáráson alapul. Nehezen tartották a kapcsolatokat a kárpátaljaiakkal, de a vajdasági ugyanúgy cirill ábécét használ. A nyelv hivatalos státuszát Jugoszláviában és Szerbiában is sikerült szavatolni. Régebben még sokáig jugoszláviai ruszin-nak nevezték.
Az 1970-es években 250 vajdasági ruszin nyelvű tankönyv kiadására került sor. 1969-ben egy szótárt is adtak ki Leksika hovirky bačvans'ko-srims'kych ukrajinciv címen. A újvidéki egyetemen fakultatív vajdasági ruszin oktatás is folyik, valamint a helyi rádió és televízió is foglalkozik ezen a nyelven televíziós műsorok készítésével. Bácskeresztúron a vajdasági ruszinok kulturális központja ügyel a vajdasági ruszin nyelv felett, bár modern eszközök nem adottak és az értelmiség sem bír teljes képzettséggel, ezért igazi szabványozó rendszere nincs a vajdasági ruszinnak.
2008-ban a Wikimediához érkezett kérelem a vajdasági ruszin wikipédia létrehozására, de senki nem írta alá a tervezetet és támogatója sem akadt.

## Beszélők
A beszélők száma rendkívül alacsony, 1981-ben 23 286 vajdasági ruszint regisztráltak; ez a szám ma talán épp eléri a 20 ezret. Sokan települtek át más országokba a jobb megélhetés reményében, róluk viszont nincs adat. Újvidéken a lakosság 3,8%-a volt 2001-ben ruszin etnikumú.

## Fordítás
- Ez a szócikk részben vagy egészben  a   Pannonian Rusyn language című angol Wikipédia-szócikk fordításán alapul.  Az eredeti cikk szerkesztőit annak laptörténete sorolja fel. Ez a jelzés csupán a megfogalmazás eredetét és a szerzői jogokat jelzi, nem szolgál a cikkben szereplő információk forrásmegjelöléseként.